# Donald Meek
Thomas Donald Meek (n. 14 iulie 1878, Glasgow, Regatul Unit al Marii Britanii și Irlandei – d. 18 noiembrie 1946, Los Angeles, California, SUA) a fost un actor scoțian-american. A obținut primul rol la vârsta de opt ani și a început să apară în piese de teatru pe Broadway în 1903. Meek este cunoscut pentru rolurile din filmele Nu o poți lua cu tine după moarte (1938) și Diligența (1939). A primit postum o stea pe Hollywood Walk of Fame în 1960.

## Biografie
Meek s-a născut în Glasgow, fiul lui Matthew și Annie Meek. În anii 1890, familia Meek a emigrat în Canada, iar apoi în Statele Unite. În 1900, aceștia locuiau în Philadelphia, unde Meek era angajat ca vânzător conform recensământului din acel an. Mai târziu, acesta a început să apară în roluri de teatru.

## Cariera
Rolurile sale de Broadway includ Take My Tip (1932), After Tomorrow (1931), Oh, Promise Me (1930), Broken Dishes (1929), în care a jucat alături de  Bette Davis, Jonesy (1929), Mr. Moneypenny ( 1928), The Ivory Door (1927), My Princess (1927), Spread Eagle (1927), The Shelf (1926), Love 'em and Leave 'em (1926), Fool's Bells (1925), Easy Terms (1925), The Potters (1923), Tweedles (1923), Six-Cylinder Love (1921), Little Old New York (1920), The Hotentot (1920), Nothing But Love (1919), Going Up (1917) și The Minister's Fiicele (1903).
După ani de zile pe scenă, Meek a devenit actor de film, având roluri în filme precum The Adventures of Tom Sawyer⁠(d), Little Miss Broadway⁠(d) și State Fair⁠(d). A luptat în Războiul hispano-american și s-a îmbolnăvit de febră galbenă. A interpretat deseori personaje timide și anxioase, fiind cunoscut pentru rolul domnului Poppins din filmul Nu o poți lua cu tine după moarte de Frank Capra și cel al vânzătorului de whisky Samuel Peacock în filmul Diligența.
Din 1931 până în 1932, Meek l-a interpretat pe criminalistul Dr. Crabtree în 12 scurtmetraje scrise de S.S. Van Dine⁠(d) pentru Warner Brothers.

## Viața personală și moartea
Meek și Isabella „Belle” Walken s-au căsătorit în Boston într-o biserică metodistă pe 3 ianuarie 1909. Prin această căsătorie, Belle Meek, născută în Statele Unite, și-a pierdut cetățenia americană și a obținut-o pe cea britanică.
Donald Meek a murit de leucemie la 18 noiembrie 1946 în Los Angeles, în timp ce filma Magic Town⁠(d). Actor de film cu peste 100 de roluri la Hollywood în Epoca de Aur a cinematografiei⁠(d), acesta a primit postum o stea pe Hollywood Walk of Fame. A fost înmormântat în Mausoleul Fairmount⁠(d) din cimitirul Fairmount⁠(d) din Denver, Colorado. 

## Filmografie parțială
- Six Cylinder Love (1923) - Richard Burton
- The Hole in the Wall (1929) - Goofy
- The Love Kiss (1930) - William
- The Girl Habit (1931) - Jonesy
- Personal Maid (1931) - Pa Ryan
- Wayward (1932) - Hotel Clerk (necreditat)
- Love, Honor, and Oh Baby! (1933) - Luther Bowen
- Ever in My Heart (1933) - Storekeeper (scene eliminate)
- College Coach (1933) - Prof. Spencer Trask
- Hi Nellie! (1934) - Durkin
- Bedside (1934) - Dr. George Wiley
- The Last Gentleman (1934) - Judd Barr
- Murder at the Vanities (1934) - Dr. Saunders
- The Defense Rests (1934) - Fogg
- The Merry Widow (1934) - Valet
- Mrs. Wiggs of the Cabbage Patch (1934) - Mr. Wiggs
- What Every Woman Knows (1934) - Snibby - Jeweler (necreditat)
- The Captain Hates the Sea (1934) - Josephus Bushmills
- It's a Gift (1934) - Uncle Bean in Photograph (necreditat)
- The Mighty Barnum (1934) - Minor Role (scene eliminate)
- Biography of a Bachelor Girl (1935) - Mr. Irish, Moose Village General Store
- Romance in Manhattan (1935) - Minister
- The Gilded Lily (1935) - Hankerson
- Society Doctor (1935) - Moxley
- The Whole Town's Talking (1935) - Hoyt
- Baby Face Harrington (1935) - Skinner
- Mark of the Vampire (1935) - Dr. Doskil
- The Informer (1935) - Peter Mulligan
- Village Tale (1935) - Charlie
- Old Man Rhythm (1935) - Paul Parker
- China Seas (1935) - Passenger Playing Chess (necreditat)
- Accent on Youth (1935) - Orville (necreditat)
- Happiness C.O.D. (1935) - Thomas Sherridan
- The Return of Peter Grimm (1935) - Mayor Everett Bartholomew
- She Couldn't Take It (1935) - Uncle Wyndersham
- Barbary Coast (1935) - Sawbuck McTavish
- Peter Ibbetson (1935) - Mr. Slade
- Kind Lady (1935) - Mr. Foster
- Captain Blood (1935) - Dr. Whacker
- The Bride Comes Home (1935) - The Judge
- Everybody's Old Man (1936) - Finney
- And So They Were Married (1936) - Hotel Manager
- One Rainy Afternoon (1936) - Judge
- Three Wise Guys (1936) - Gribbie
- Three Married Men (1936) - Mr. Frisbee
- Old Hutch (1936) - Mr. Gunnison
- Two in a Crowd (1936) - Bennett
- Love on the Run (1936) - Caretaker
- Pennies from Heaven (1936) - Gramp Smith
- Maid of Salem (1937) - Ezra Cheeves
- Behind the Headlines (1937) - Potter
- Parnell (1937) - Murphy
- Three Legionnaires (1937) - Uriah S. Grant
- The Toast of New York (1937) - Daniel Drew
- Artists and Models (1937) - Dr. Zimmer
- Make a Wish (1937) - Joseph
- Double Wedding (1937) - Judge Blynn (necreditat)
- Breakfast for Two (1937) - Justice of the Peace
- You're a Sweetheart (1937) - Conway Jeeters
- Double Danger (1938) - Gordon Ainsley aka Henry Robinson
- The Adventures of Tom Sawyer (1938) - Sunday School Superintendent
- Goodbye Broadway (1938) - Iradius P. Oglethorpe
- Having Wonderful Time (1938) - P.U. Rogers
- Little Miss Broadway (1938) - Willoughby Wendling
- You Can't Take It with You (1938) - Poppins
- Hold That Co-ed (1938) - Dean Fletcher
- Jesse James (1939) - Mc Coy
- Stagecoach (1939) - Samuel Peacock
- Young Mr. Lincoln (1939) - Prosecutor John Felder
- Blondie Takes a Vacation (1939) - Jonathan N. Gillis
- Hollywood Cavalcade (1939) - Lyle P. Stout
- The Housekeeper's Daughter (1939) - Editor Wilson
- Nick Carter, Master Detective (1939) - Bartholomew
- Oh, Johnny, How You Can Love (1940) - Adelbert Thistlebottom
- Dr. Ehrlich's Magic Bullet (1940) - Mittelmeyer
- My Little Chickadee (1940) - Amos Budge
- The Man from Dakota (1940) - Mr. Vestry
- The Ghost Comes Home (1940) - Mortimer Hopkins, Sr.
- Star Dust (1940) - Sam Wellman
- Turnabout (1940) - Henry
- Phantom Raiders (1940) - Bartholomew
- The Return of Frank James (1940) - McCoy
- Sky Murder (1940) - Bartholomew
- Third Finger, Left Hand (1940) - Mr. Flandrin
- Hullabaloo (1940) - Mr. Clyde Perkins
- Design for Scandal (1941)
- The Wild Man of Borneo (1941) - Professor Birdo
- Come Live with Me (1941) - Joe Darsie
- Blonde Inspiration (1941) - 'Dusty' King
- Free and Easy (1941) - Tout (necreditat)
- Barnacle Bill (1941) - 'Pop' Cavendish
- A Woman's Face (1941) - Herman Rundvik
- The Feminine Touch (1941) - Captain Makepeace Liveright
- Rise and Shine (1941) - Professor Philip Murray
- Babes on Broadway (1941)  Mr. Stone
- Tortilla Flat (1942) - Paul D. Cummings
- Maisie Gets Her Man (1942) - Mr. Stickwell
- The Omaha Trail (1942) - Engineer Jonah McCleod
- Seven Sweethearts (1942) - Reverend Howgan
- Keeper of the Flame (1943) - Mr. Arbuthnot
- They Got Me Covered (1943) - Little Old Man
- Air Raid Wardens (1943) - Eustace Middling
- Du Barry Was a Lady (1943) - Mr. Jones / Duc de Choiseul
- Lost Angel (1943) - Professor Catty
- Rationing (1944) - Wilfred Ball
- Two Girls and a Sailor (1944) - Mr. Nizby
- Bathing Beauty (1944) - Chester Klazenfrantz
- Maisie Goes to Reno (1944) - Parsons
- Barbary Coast Gent (1944) - Bradford Bellamy I
- The Thin Man Goes Home (1945) - Willie Crump
- State Fair (1945) - Hippenstahl
- Because of Him (1946) - Martin
- Colonel Effingham's Raid (1946) - Doc Buden
- Janie Gets Married (1946) - Harley P. Stowers
- Affairs of Geraldine (1946) - Casper Millhouse
- The Hal Roach Comedy Carnival (1947) - Henry Cadwallader, in 'Fabulous Joe'
- The Fabulous Joe (1947) - Henry Cadwallader, Lawyer
- Magic Town (1947) - Mr. Twiddle (rol de film final)